# 児玉修
児玉 修（こだま おさむ、1956年9月21日 - ）は、日本のスキー選手。長野県出身。日本大学文理学部ドイツ文学科卒業。2010年まで全日本スキー連盟・アルペンチームのヘッドコーチを務めた。

## 経歴
1970年代後半から1980年代前半にかけて、海和俊宏と共に日本の回転競技を引っ張った。1980年レングリースで開かれたワールドカップ男子回転競技において、日本人初となる優勝選手とのタイム差1秒を切る6位入賞の快挙を成し遂げている。
児玉は国産スキー（小賀坂スキー）を履いてFISワールドカップを戦った選手でもある。児玉のタイム差1秒を切る6位入賞は日本製のスキー板が世界に通用することを当時証明したことと言える。しかし当時は日本国内でのFISワールドカップの報道は多くなく、殆ど取り上げられることがなかった。
児玉は1980年のレークプラシッドオリンピック、1984年のサラエボオリンピックと2度の五輪出場を果たし、中でもサラエボでは1本目16位からの好走で13位に入ったと思われたが、直後に旗門不通過の判定が下り、失格となっている。ビデオにおいても明らかに旗門は通過しており、当時は謎の旗門審判員の判定であった。オリンピックで13位という記録と、失格で記録なしとではその後の人生において如何ほどの影響があることか計り知れない。
しかし児玉はその後もFISワールドカップを、コーチもサービスマンも同行せずたった一人で戦い抜き、数度の入賞を記録し、1985年に日本製のスキー板を履き続け引退した。
全日本スキー選手権回転で1978年の第56回、1981年第59回、1982年第60回と計3回優勝。第59回では大回転も制し2冠。